# Katalin Pálinger
Katalin Pálinger, född 6 december 1978 i Mosonmagyaróvár, är en ungersk tidigare handbollsmålvakt.

## Klubblagskarriär
Pálinger studerade kommunikation och kultur vid College of Dunaújváros. Hon började sin klubbkarriär i Győri ETO KC. Hon nådde inga större framgångar i klubben men började spela för landslaget. År 2000 skrev hon på för Dunaferr SE, som då var ett av de bästa lagen i Europa. Det blev fem framgångsrika år i den klubben. 2005 flyttade hon till Danmark för att spela för FC Köpenhamn. Pálinger tillbringade ett år där och avslutade sen sitt kontrakt av familjeskäl. Hon spelade för slovenska RK Krim också bara ett år. Hon flyttade sedan tillbaka till Ungern och spelade för Győri ETO KC resten av sin karriär.

## Landslagskarriär
Katalin Pálinger gjorde sin internationella debut den 22 augusti 1997 mot Rumänien, och deltog i sitt första världsmästerskap samma år. Ungern slutade då på nionde plats. Med Ungern blev hon guldmedaljör vid Europamästerskapet i handboll för damer 2000, två år tidigare vid EM 1998 blev hon bronsmedaljör vid EM. Pálinger deltog i ytterligare fem EM (2002, 2004, 2006, 2008, 2010) och uppnådde det bästa resultatet 2004 genom att vinna ett brons.
År 2000 har hon förutom EM-titeln också vunnit OS-silver 2000 i Sydney. Ungern förlorade i en spännande final mot Danmark. Danskorna hade sexmålsunderläge med mindre än femton minuter kvar när Ungern kollapsade och danskorna vann med fyra mål och tog guldmedaljen. Pálinger deltog i ytterligare två olympiska spel 2004 och 2008 och slutade femma respektive fyra.
Dessutom finns det två VM-medaljer på hennes meritlista, ett silver från 2003 och ett brons från 2005. Hon var målvakt i sex världsmästerskap och deltog i varje turnering mellan 1997 och 2007. Katalin Pálinger spelade 254 landskamper och gjorde 1 mål för Ungerns damlandslag i handboll fram till att hon slutade  spela för landslaget.
Pálinger meddelade att hon drog sig tillbaka från internationell handboll den 11 juni 2011, efter ett misslyckat VM-kval. Hon gjorde sitt avskedsframträdande i landslaget den 3 juni 2012 mot Vitryssland i ett EM-kval. Hon  har sedan varit assisterande tränare för landslaget. I april 2015 valdes hon till vice ordförande för det ungerska handbollsförbundet. Hon satt kvar till 2020 då hon ersattes av Erika Kirsner.

## Meriter i klubblag
- Nemzeti Bajnokság (ungerska ligan)
  - vinnare: 2001, 2003, 2004, 2008, 2009, 2010, 2011, 2012
- Magyar Kupa (ungerska cupen)
  - Vinnare: 2002, 2004, 2008, 2009, 2010, 2011, 2012
- Slovenska Mästerskapet:
  - vinnare: 2007
- Slovenska Cupen:
  - Vinnare: 2007
- EHF Champions League:
  - Finalist: 2009, 2012
- EHF Cup:
  - Finalist: 1999, 2003

## Individuella utmärkelser
- Årets handbollsspelare i Ungern: 2003, 2004, 2010